# 金科玉条!? お花守
『金科玉条!? お花守』（きんかぎょくじょう おはなもり ）は、『月刊少年ギャグ王』（エニックス刊）に1996年2月号から1997年1月号まで連載されていた、曽我あきお（現五十嵐あぐり）による漫画作品。全2巻。

## あらすじ
賜家田村にしか咲かない貴重な花である風水幻花。主人公である李姫は村でただ一人の若者と言う理由で、盗賊たちから村と風水幻花を守っていた（サボっていて逆に祖母が盗賊を撃退することも多い）。そんな中、村の視察と共に風水幻花を取りに来た帝に仕える将軍獅焔が賜家田村に来る。一度は盗賊と間違えて撃退してしまうが、父の遺言で都に行くことを望んでいた李姫はなんとか守り人として付いて行くことになる。

## 登場人物
李姫（りき）
本作の主人公。賜家田村の唯一の若者で15歳。村の守り人をしていたが、獅焔が来た事で守り人として付いていくことになる。父は他界しており、都へ代わりに行ってほしいと遺言もあり都へ行くことに憧れている。性格はかなりおてんばだが、時折女の子らしい一面も見せる。体系は幼児体型でそのことを気にしている（全員からはまずグラマーになることはまずないと否定されるほど）。実力は盗賊を簡単に撃退するだけあり強い。武器は三節棍を使用し、使い方によっては薙刀にもなる。奨からは「珍獣」やら「李姫道山」（読者コーナーのハガキが元ネタで、力道山と掛けたギャグ）やら変なあだ名を付けられている。獅焔に元気になってもらうためばーさま直伝の料理を作るが、見た目も味も壊滅的な代物だった。
モデルは『ドラゴンクエストIII』の武道家。
幸三（こうぞう）
李姫の弟分の子猿。歳は3歳。言葉をしゃべれないが人間の言葉を理解できたり、剳矢や奨が仕掛けた罠をあっさり見破るなど頭が非常によく、李姫をサポートする。いたずら好きで禅號をからかうことが多い。また、風水幻花を陰で守ったりとかなりの功労者でもある。また、フォアグラの缶詰を持っていたりと謎が多い。
モデルは作者の弟で、名前も同じ。
獅焔（しえん）
芳明帝国の帝に仕える将軍。村の視察と共に去年風水幻花を奪われたことを警戒し少数精鋭で賜家田村に来る。年齢は17歳で李姫や幸三からは普通に20代半ばだと思われていた。普段は口元を隠し目元しか見えないがかなりの美形。性格は真面目で冷静な人物だが、疑いを知らなく怪しい人物がいても信じきってしまう。また、李姫の裸を見て鼻血が止まらないと言った初心なところも見られる。さらに実は金づち。だが、帝に仕えている将軍だけあって、剣のみで久嶺と禅號を倒した蕾を圧倒した。最終話で李姫に惚れていることが明らかになる（珍獣を飼うペットの気分だと言われているが）。
久嶺（くみね）
獅焔の部下の一人。主にスピードを生かした戦い方を行い槍状の武器を使用する。メンバーの中では李姫の作った料理の毒見役をやらされたりとひどい目にあっている。また、李姫に対してデリカシーのない発言をすることもある。右頬に十字の傷があるのが特徴。
禅號（ぜんごう）
獅焔の部下の一人。かなり豪快な戦い方で、鎖分銅を使用する。メンバーの中でよく幸三にいたずらの被害を受け、リボンを付けられたりされていて、当初は李姫についてくることを反対していたが、途中から慣れてきたのか何も言わなくなった。左目に眼帯しているのが特徴。
剳矢（とうや）
邪枉盗賊団の一人。傀儡香で賜家田村の珍じーさんの孫に成りすまし（この時は長い髪をまとめている）、李姫達に近づいてくる。年齢は16歳。性格は熱血系で頭は幸三に劣るほど悪い。当初の予定では短髪だったが性格的にも絵柄的にも正義の味方に見えてしまうため、あえて長髪になった。李姫のクソ不味い料理の被害者。主に戦闘は徒手空拳だが、それでも李姫を圧倒するほどの力を見せた。最終話で獅焔同様に李姫に惚れたことを暴露する。
奨（しょう）
邪枉盗賊団の一人。剳矢とは幼馴染であり、行動をよく共にする。作者から言わせると幸三と通じるものがあり、邪枉盗賊団でもトラブルメーカー。女装する場面が多く、久嶺や禅號から逃げるために使用したり、小さい頃に来鈴（らいりん）という名前で剳矢に告白されたりしている。武器は鉄扇を使用した遠距離戦を専門とし、一度仙隠村の温泉で戦う際錆びると言う理由で使用できず、不完全な状態で李姫に負けたことを根に持っている。彼女がいるが、剳矢に彼女がいなかったので、あえて黙っていた。
蕾（らい）
邪枉盗賊団のリーダー格。左目付近に入れ墨をしている。剣のほかに眠り薬や麻痺毒が塗ってある針を使用する遠近両用で戦える。主に紫焔と対峙することが多い。副業で針治療のばいとをしている。彼にも美人で性格の良さそうな彼女がいる。
ばーさま
李姫の祖母で賜家田村の長老。本名不明。李姫がサボっている間に盗賊を撃退したりとある意味最強を誇っている。サボる李姫をよくセッカンをしている。高所恐怖症だったりかなり大きなミスをしたりと隙も大きい。
モデルは作者の祖母。
荒馬（ふぁんまー）
李姫が使っている馬。賜家田村の暴れ馬だったが、李姫に無理やり屈服され付いてくる。幸三同様にトランプしたり二本足で立ってボクサースタイルになったりと、滅茶苦茶な生物になっている。ふき出し抜きで人間の言葉をしゃべっている。
千竜（せんりゅう）
ばーさまが李姫たちに追いつくために使用した鳥。人一人運ぶだけの力もあり、ばーさまだけではなく李姫も運んだ。この鳥もふき出し抜きで人間の言葉をしゃべり、言葉も「やんす」口調。

## 用語
賜家田村（しけたむら）
風水幻花が咲く村であり李姫の故郷。風水幻花を狙う盗賊たちも多く存在しているが、李姫やばーさまに撃退されている。現在は李姫しか若者がいない。
風水幻花（ふうすいげんか）
賜家田村にしか咲かない高価で貴重な花。毎年建国記念日に帝に献上される芳明帝国の国花で、売れば莫大な財産を手に入る他、傀儡香の原材料にもなる。そのため、盗賊が花目当てに狙ってくることも多い。
芳明帝国（ほうめいていこく）
通称都（みやこ）。李姫の話では人も多く大きな建物がたくさんあり、女の人も綺麗な服を着ていると言われ、李姫も行くことを憧れている。獅焔はこの国の帝に仕えている。
傀儡香（くぐつこう）
風水幻花を材料にして作られるお香。催眠香や乙女チックな気分になる香など怪しいお香を作ることができる。本来は賜家田村の長老であるばーさまと帝のみにしか知られていなかったが、ばーさまが一年前に風水幻花の箱の蓋の代わりに作り方の本を使ってしまったため、邪枉盗賊団に作りかたを知られてしまう。
邪枉盗賊団（じゃおうとうぞくだん）
一年前、風水幻花を奪い去った盗賊団。事実上3人しかいないが、何十人も護衛の兵士がいたにもかかわらず強奪したところから実力は高い事をうかがえる。腕に「邪」という文字を入れ墨している。風水幻花を強奪する目的は遊んで暮らすためと、傀儡香を使えば帝も狙えるのにもかかわらず志は低い。悪に染まりきれていない盗賊のため、主にアルバイトで生計を立てている。

## 備考
- タイトルを略すと「金玉」（ただし、読みは「きんぎょく」）になってしまうが、このことは連載時から作者によって散々ネタにされていた。

## 単行本
1. ISBN 4-87025-634-7
2. ISBN 4-87025-641-X